# Doștat
Dostat là một xã thuộc hạt Alba, România. Dân số thời điểm năm 2002 là 1074 người.